# 拉维约吕
拉维约吕（法語：La Vieux-Rue，法語發音：[la vjø ʁy]）是法国滨海塞纳省的一个市镇，属于鲁昂区。

## 地理
拉维约吕（49°29'34"N, 1°14'54"E）面积5.51 平方千米，位于法国诺曼底大区滨海塞纳省，该省份为法国北部沿海省份，其西部及北部濒大西洋英吉利海峡，东起顺时针与索姆省、瓦兹省、厄尔省和卡爾瓦多斯省接壤。
与拉维约吕接壤的市镇（或旧市镇、城区）包括：布兰维尔-克勒翁、莫尔尼拉波姆赖、普雷欧、坎康普瓦。

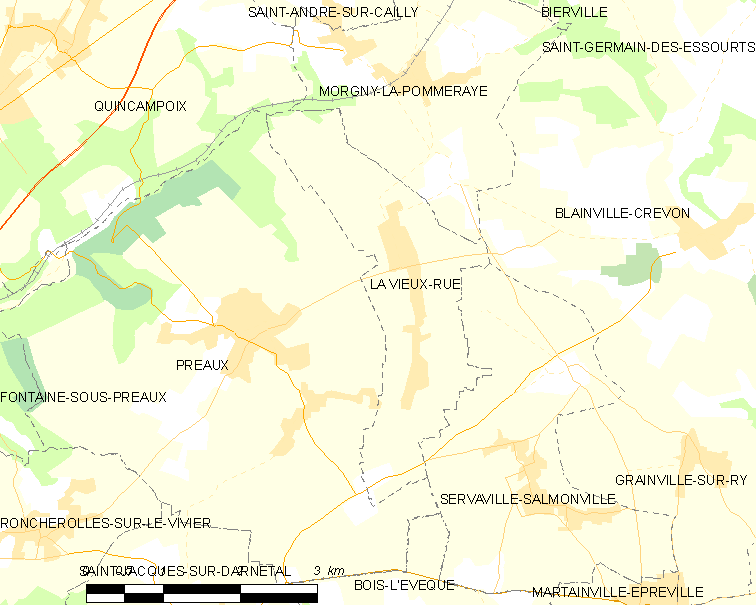
拉维约吕的OSM定位图

拉维约吕的时区为UTC+01:00、UTC+02:00（夏令时）。

## 行政
拉维约吕的邮政编码为76160，INSEE市镇编码为76740。

## 政治
拉维约吕所属的省级选区为勒梅尼勒埃纳尔县。

## 人口

1962-2008年间拉维约吕人口变化图示

拉维约吕于2022年1月1日时的人口数量为576人。